# One Thing Leads to Another
«One Thing Leads to Another» — сингл британской группы The Fixx с их второго студийного альбома Reach the Beach, изданный в 1983 году лейблом MCA Records. Песня является одной из самых известных в творчестве коллектива.

## О песне
Стюарт Мэйсон из Allmusic в своей рецензии пишет, что в момент выхода дебютного альбома Shuttered Room, The Fixx уже были культовым британским квартетом, а их радиохиты «Red Skies» и «Stand or Fall» имели успех, то ко времени выпуска второй работы коллектива — Reach the Beach, «Saved By Zero» (первый сингл из альбома) попал в горячую ротацию на MTV, а второй — «One Thing Leads to Another» — взорвал и покорил вершины чартов Billboard, оставаясь в ротации на MTV в течение нескольких месяцев. Рецензент отметил, что было бы странно, если бы 12 месяцев ранее «One Thing Leads to Another» со своей причудливой «металлической» гитарной партией, грубым и неприятным вокалом Сай Кернина, невнятным текстом песни, нелепым и роботизированным ритмом, стала бы хитом на радио. Но было бы удивительно, если это произошло позже, так как на следующих пластинках группа окунулась в помп-рок (а-ля Asia).
В About.com в обзоре песен The Fixx назвали «One Thing Leads to Another» классикой поп-музыки 80-х, и сочли её интересным музыкальным произведением.
Кавер-версии на песню выпустили такие исполнители, как Джозеф Патрик Мур, Кит Мур, Стивен Стрейт, Powerman 5000 и Color Theory.
Композиция вошла в саундтрек компьютерной игры 2002 года Grand Theft Auto Vice City, где она звучит на вымышленной радиостанции Flash FM. Также, песня прозвучала в фильме «Дом дьявола» и в сериале «Все ненавидят Криса». В 1987 году трек вошёл в концертный альбом The Fixx — React.

## Чарты
| Страна                            | Место |
| --------------------------------- | ----- |
| Великобритания (UK Singles Chart) | 1     |
| Канада (RPM Top 100 Singles)      | 1     |
| США (Billboard Hot 100)           | 4     |

## Участники записи
- Сай Кернин — вокал, автор песни
- Элфи Эйджеус — бас-гитара, автор песни
- Джейми Уэст-Орам — соло-гитара, автор песни
- Руперт Гринолл — синтезатор, клавишные, автор песни
- Адам Вудс — ударные, автор песни
- Руперт Хайн — продюсер